# Richard James Burgess
Richard (James) Burgess (Londen, 29 juni 1949) is een Britse muziekproducent, muziekmanager, drummer, synthesizerprogrammeur, componist, schrijver en uitvinder. Hij produceerde de eerste twee albums van de nieuwe romantische band Spandau Ballet en de newwaveband King, evenals het eerste album van de huismuzikant Colonel Abrams. Hij bedacht de term New Romantic en speelde drums in de Britse bands Easy Street en Landscape en in tal van studio-opnamen. Hij was een pionier in het gebruik van samples en was een van de eerste gebruikers van hardware-sequencers in popmuziek. Hij schreef de industriestandaard The Art of Record Production, die tegenwoordig in tal van muziekacademies wordt gebruikt. Samen met Dave Simmons ontwikkelde hij het elektronische drumstel in zijn huidige vorm.

## Biografie
Burgess werd geboren in Londen en bracht zijn kindertijd en jeugd door in Christchurch, nadat zijn familie in de jaren 1960 naar Nieuw-Zeeland was geëmigreerd. Op 2-jarige leeftijd was hij al enthousiast over alle soorten percussiemuziek en kreeg een ukelele van een 6-jarige familievriend. Op 14-jarige leeftijd besloot hij drummer te worden en kocht hij zijn eerste drumstel. Ongeveer een week later maakte hij zijn eerste live optredens en oefende hij als een bezetene, soms 8 tot 12 uur per dag. Zijn eerste bandervaring deed hij op bij de lokale bands Fred Henry, Orange, The Lordships en Barry Saunders. Destijds werd hij vooral beïnvloed door Mitch Mitchell en Ginger Baker. Na ongeveer een jaar in Australië te hebben doorgebracht, trad hij in 1971 toe tot de Nieuw-Zeelandse jazzrockband Quincy Conserve en werkte hij aan de eerste composities. Daarnaast werkte hij als studiomuzikant voor lokale Nieuw-Zeelandse artiesten. Om zijn muzikale horizon te verbreden, verliet hij Nieuw-Zeeland in april 1972 om bij Alan Dawson te studeren aan het Berklee College of Music in Boston, Massachusetts.
In 1972 studeerde hij daar twee semesters arrangement en compositie en in 1973 volgde hij een cursus percussie en pauken, xylofoon en vibrafooninstrumenten aan de Guildhall School of Music and Drama in Londen. Burgess is Ph.D. aan de Universiteit van Glamorgan. Als autodidactische muzikant werkte hij samen met drummers Alan Dawson, Peter Ind, Tony Oxley, James Blades en David Arnold. Als student van Alan Dawson deed hij kennis op van de muziekindustrie, voornamelijk in Berklee.
Na zijn tijd in Boston verhuisde hij in 1973 naar het Verenigd Koninkrijk en speelde daar, naast zijn studie, aanvankelijk bij het Bernie Egan Trio, bij de softrockband Easy Street en kort bij Nucleus. Via Bernie Egan leerde hij zijn zoon Rusty Egan kennen, die later de drummer werd van de bands Rich Kids en Visage, die bij Burgess leerde drummen. In die tijd behoorde hij ook tot het British National Jazz Orchestra. In 1973 ontmoette hij John Walters en in 1975 formeerde hij samen met hem de Britse synthpop/jazzformatie Landscape. Landscape vestigde zich als avant-garde muzikanten met veel live optredens en twee ep's, die onder het eigen label Event Horizon Enterprises verschenen in een aantal jaren, voordat Burgess en Walter computers voor zichzelf ontdekten en het debuutalbum Landscape werd in 1980 door RCA Records uitgebracht zonder commercieel succes. Burgess coproduceerde, co-componeerde, programmeerde, zong en speelde drums op het tweede album From the Tearooms of Mars ... to the Hellholes of Uranus, met de hits Einstein A Go Go en Norman Bates in 1981. Het album Manhattan Boogie-Woogie uit 1982, uitgebracht na een onderbreking die Burgess nodig had om de eerste twee albums van Spandau Ballet te produceren, was het laatste album van de band, die in 1984 werd ontbonden.
In zijn carrière als studiomuzikant speelde hij drums voor Barbara Dickson en op de albums The Age of Plastic van The Buggles en Strip van Adam Ant. Als soloartiest onder contract bij Capitol Records bracht hij in 1984 met Breathless een single in de Billboard Hot Dance Club Play Charts. Hij nam ook op met het British National Youth Jazz Orchestra en de jazzmuzikanten Neil Ardley en Ian Carr en speelde met Graham Collier. Hij speelt ook met jazzpianist Mickey Basil. In 2002 richtte hij samen met gitarist Tony Fazio de bluesband Electrofied op. Hij componeert en produceert voor de band en speelt daar de drums.

### Als producent
Begin jaren 1980 werd hij bekend als producent door de New Romantic-beweging, doordat hij de eerste twee albums, de eerste zes singles en talloze maxisingles en remixen van de band Spandau Ballet had begeleid en hen zo hielp bij het maken van verschillende gouden platen. De Britse performance band Shock, waarvoor Burgess samen met Rusty Egan de eerste single Angel Eyes produceerde, behoort ook tot deze modebeweging en leden van deze band (waaronder Barbie Wilde, Richard Perino) verschijnen in de eerste muziekvideo's van de vroege New Romantic-bands.
Naast Spandau Ballet produceerde hij voor Adam Ant en King, voordat hij naar de Verenigde Staten verhuisde en New Edition, Melba Moore, Colonel Abrams en America produceerde. Burgess produceerde ook voor Kim Wilde, Five Star, Tony Banks uit Genesis en Fish van Marillion, Living in a Box, Princess, Virginia Astley, Errol Brown van Hot Chocolate, Heroes (een bijproject van Wang Chung), When in Rome en Shriekback (de band van Barry Andrew na het verlaten van XTC). Zijn productie van het debuutalbum voor de Britse band Praise is een van de baanbrekende werken van de new age/ambient. Hij produceerde en remixte ook bands uit het gothic-circuit onder het pseudoniem Caleb Kadesh. Als producent, geluidstechnicus en mixer werkte hij aan albums van de bands Rubicon en CNN en XC-NN (opgericht in 1992 door Tim Bricheno, ex-The Sisters of Mercy). Hij verscheen alleen als remixer onder het pseudoniem Cadillac Jack.
Billboard magazine wijdde op 16 augustus 1986 een artikel van meerdere pagina's aan hem en het productiebedrijf Heisenberg International, opgericht door Burgess met Waters en geschreven door John Tobler. Burgess won als producent een verkoopprijs van het tijdschrift Music Week. Hij heeft vierentwintig hitsingles en veertien hitalbums gemaakt. Burgess mixte en remixte delen van de soundtracks voor de films 9½ Weeks en About Last Night …. Hij werkte ook voor artiesten als Thomas Dolby, Lou Reed, Youssou N'Dour en Lura.

### Innovaties
Hij definieerde de rol van de programmeur en sampler in de moderne muziek door middel van zijn werk in de jaren 1970, door de eerste computergestuurde hit Einstein A Go-Go van Landscape te componeren met de Roland MC-8 Microcomposer. Hij was ook een van de eerste muzikanten die de Fairlight CMI-samples gebruikte in commerciële opnamen. De eerste samples van Burgess werden geprogrammeerd op het album Never Forever van Kate Bush en de single Fade to Grey van de band Visage in 1980. Hij bedacht en ontwierp samen met Dave Simmons de eerste onafhankelijke elektronische drumkit, de zeshoekige Simmons SDS-V. Simmons ontwikkelde de layout voor de elektronica en Burgess de drumpads. Dit drumstel is voor het eerst te horen op de single Einstein A Go Go van Landscape en kort daarna op de single Chant No.1. van Spandau Ballet. Hij verscheen driemaal in de televisieserie Tomorrow’s World van de BBC en demonstreerde het prototype van elektronische drums, het gebruik van de Roland MC-8 microcomposer in popmuziek en het gebruik van de eerste digitale samplingmachine de Fairlight CMI. Burgess definieerde de term New Romantic voor de modebeweging van de vroege jaren 1980, waarnaar eerder in de pers werd verwezen als Blitz-Kids of cult with no name. Zijn producties voor Colonel Abrams in New York en de singles Trapped en I’m Not Gonna Let, die gouden platen kregen, worden in het algemeen voorlopers van housemuziek genoemd.

### Muziekmanager en auteur
In 1978 richtte hij de firma Heisenberg Ltd. op in Londen, die hij in 1981 met John Waters uitbreidde naar Heisenberg International, gevestigd in Londen en in 1984 werd gevolgd door een Amerikaanse vestiging in Los Angeles. Burgess was tot 1986 president van dit bedrijf. Ingenieurs bij Heisenberg International waren Phill Brown (Spirit of Eden van Talk Talk, Trail of Stars van The Walkabouts), Andrew Jackson (The Wall van Pink Floyd, I Don't Like Mondays van The Boomtown Rats), Adam Moseley (Look Sharp van Roxette, Animal Magic en Digging Your Scene van The Blow Monkeys) en Frank Roszak (Living in a Box van Living in a Box, West End Girls van de Pet Shop Boys, Get Even van Brother Beyond). In 1986 richtte hij Burgess World Co. op en is sindsdien de president van het bedrijf. Het bureau zorgde aanvankelijk alleen voor muziekproducenten en geluidstechnici en werd in 1990 uitgebreid met een artiestenbureau met een aangesloten studio, het platenlabel Marva Records en een boekingskantoor, evenals bedrijfsadvies voor de muziekindustrie. Het bedrijf is gevestigd in Mayo (Maryland).
Zijn boek The Art of Music Production, uitgegeven door Omnibus Press, dat in 1997 in de eerste editie The Art of Record Production heette, is nu beschikbaar in de derde editie en vertegenwoordigt een industriestandaard voor productietechnologie in de muziekindustrie. Hij schreef talrijke artikelen voor technische tijdschriften en muziektijdschriften, evenals artikelen en documenten voor het academische tijdschrift van de Association for the Study of the Art of Record Production (ASARP). Hij gaf lezingen over platenproductie en de muziekindustrie in de Verenigde Staten en het Verenigd Koninkrijk. Als radiojournalist was hij gastheer van het Let There Be Drums-programma van de BBC World Service. Hij heeft drums gedoceerd aan de Annapolis Music School in Maryland en geeft momenteel platenproductie en muzieklessen aan de Omega Studios School of Applied Recording Arts And Sciences.
Burgess is sinds 2001 verkoop- en marketingdirecteur van Smithsonian Folkways Recordings en Smithsonian Global Sound. Sinds 2009 is hij directeur van de ontwikkeling van human resources bij het Smithsonian Center for Folklife and Cultural Heritage. Hij is de directeur van de Producers and Engineers Wing en was gouverneur van het Washington Department van de National Academy of Recording Arts and Sciences (NARAS), die sinds 1959 de Grammy Award toekent.

## Prijzen en prestaties
Met de elektronische avant-garde formatie Accord verscheen hij in de radioprogramma's Music In Our Time en Improvisation Workshop op BBC Radio 3. Hij werd geselecteerd om te spelen in het British National Youth Jazz Orchestra, won de Young Jazz Musicians van de Greater London Arts Association, Vitavox Live Sound Award en werd genomineerd voor de Park Lane Group Purcell Room Concert Series van de British Arts Council. Hij heeft een vermelding in The A to Z of Rock Drummers.

## Discografie
met Easy Street
- 1976: Easy Street (lp, Capricorn Records)
- 1977: Under the Glass (lp, Polydor)

met Landscape
- 1977: U2XME1X2MUCH (ep, Event Horizon Enterprises)
- 1978: Workers Playtime (ep, Event Horizon Enterprises)
- 1980: Landscape (lp, RCA Records)
- 1981: From the tea Rooms of Mars … to the Hell Holes of Uranus (lp, RCA Records)
- 1982: Manhattan Boogie-Woogie (lp, RCA Records)

Solo
- 1984: Breathless (lp, Capitol Records)

met Electrofied
- 2006: Sunday Morning Blues (cd)
- 2007: Live performances (cd)
- 2009: Bad Case of the Blues (cd, Marva Records)

Als producent
- 1980: Shock – Angel Face / R.E.R.B. (maxisingle, RCA Records)
- 1981: Shock – Dynamo Beat / Dream Games (maxisingle, RCA Records)
- 1981: Spandau Ballet – Journeys to Glory (lp, Chrysalis Records)
- 1982: Spandau Ballet – Diamond (lp, Chrysalis Records)
- 1983: Adam Ant – Strip (lp, CBS Records)
- 1984: New Edition – New Edition (lp, RCA Records)
- 1984: America – Perspective (lp, Capitol Records)
- 1984: King – Steps in Time (lp, CBS Records)
- 1985: King – Bitter Sweet (lp, CBS Records)
- 1985: Colonel Abrams – Colonel Abrams (lp, MCA Records)
- 1985: Melba Moore – Read my Lips (lp, Capitol Records)
- 1986: Kim Wilde – Another Step (lp, MCA Records)
- 1986: Five Star – Silk & Steel (lp, RCA Records)
- 1987: Five Star – Between the Lines (lp, RCA Records)
- 1987: Living in a Box – Living in a Box (lp, Chrysalis Records)
- 1988: Eighth Wonder – Fearless (lp, CBS Records)
- 1988: Shriekback – Go Bang! (lp, Island Records)
- 1988: When in Rome – When in Rome (lp, Ten Records)
- 1989: When in Rome – More Than 12 Inch (lp, Ten Records)
- 1990: Heroes – Here we are (lp, RCA Records)
- 1992: Praise – Dream on (lp, WEA Records)
- 1996: Manfred Mann's Earth Band – Soft Vengeance (lp, Virgin Records)